# زين الدين سويلم
زين الدين سويلم (بالفرنسية: Zinedine Soualem) (و. 17 أبريل 1957 – م) هو ممثل من فرنسا.

## روابط خارجية
- زين الدين سويلم على موقع IMDb (الإنجليزية)
- زين الدين سويلم على موقع ألو سيني (الفرنسية)
- زين الدين سويلم على موقع أول موفي (الإنجليزية)
- زين الدين سويلم على موقع قاعدة بيانات الأفلام السويدية (السويدية)
- زين الدين سويلم على موقع قاعدة بيانات الفيلم (الإنجليزية)
- زين الدين سويلم على موقع كينوبويسك (الروسية)